# Michel-Ange Slodtz
René-Michel Slodtz, conocido como Michel-Ange Slodtz (París, 1705-ibídem, 1764), fue un escultor francés. Desarrolló su obra en el estilo rococó, tanto en Italia como en Francia. Fue Menus-Plaisirs del rey de Francia.

## Datos biográficos
Hermano de Paul Ambroise Slodtz y Sébastien Slodtz, igualmente escultores, y considerado como el más dotado de los tres.
Pasó diecisiete años en Roma, donde recibió el sobrenombre de «Michel-Ange». Realizó numerosos monumentos funerarios y obras religiosas influenciado por el Barroco.
En Roma fue elegido para realizar la estatua de San Bruno (1744) para un nicho de la nave de la Basílica de San Pedro. La estatua representa la negativa del santo a la mitra del obispo y el poder que son ofrecidos por un querubín, mientras que su mano derecha descansa sobre un cráneo, que le recordaba de su mortalidad. La sencillez de los trajes de los monjes y la cabeza rapada añaden la "gravitas" clásica al drama barroco. También fue el escultor de la tumba del marqués Capponi en San Giovanni dei Fiorentini . Otras obras suyas pueden verse en las iglesias romanas de San Luis de los Franceses y Santa María della Scala .
Después de su regreso a Francia en 1747, Slodtz, junto con sus hermanos, Antoine-Sebastien y Paul , produjo muchas obras de decoración en las iglesias de París, y, aunque gran parte ha sido destruida, su logro más importante fue la tumba de Languet de Gergy en la iglesia de Saint-Sulpice (inaugurada en 1750) que todavía existe.
Con su hermano Sébastien, trabajó en las décadas de 1750-1760 en el coro de estilo Barroco de la Iglesia de Saint Merri en París.
Slodtz fue, al igual que sus hermanos, miembro de la Académie Royale de pintura y de escultura. Muchos detalles de su vida se conservan por Charles-Nicolas Cochin, en un libro de memorias y también en una carta a la Gaceta littéraire, que fue reproducida por Castilhon en la necrológica de 1766.
El padre de Slodtz, Sébastien Slodtz (1615-1726), fue también escultor, nacido en Amberes, se convirtió en alumno de François Girardon y trabajó sobre todo en Versalles y las Tullerías. Sus principales obras fueron Aníbal en el Jardín de las Tullerías, una estatua de San Ambrosio en los Inválidos, y un bajorrelieve de San Luis enviando misioneros a la India.

## Obras
Entre las obras mejores y más conocidas de Michel-Ange Slodtz destacan:
- San Bruno (1744), estatua, Roma, basílica de San Pedro[2]
- Mausoleo de los arzobispos Armand de Montmorin y Henri Oswald de La Tour d'Auvergne en la catedral de San Mauricio de Vienne (Isère), 1740-1747.
- Tumba de Jean-Joseph Languet de Gergy (1757), París, iglesia de Saint-Sulpice
- Con la colaboración de su hermano Sébastien Slodtz, Gloria[3] dorado rodeado de ángelotes  (1758), París, église Saint-Merri
- retrato de Ifigenia , busto, terracota, París, museo del Louvre : Salón de 1759
- Retrato de Crises , busto, terracota, París, museo del Louvre

Obras de Michel-Ange Slodtz
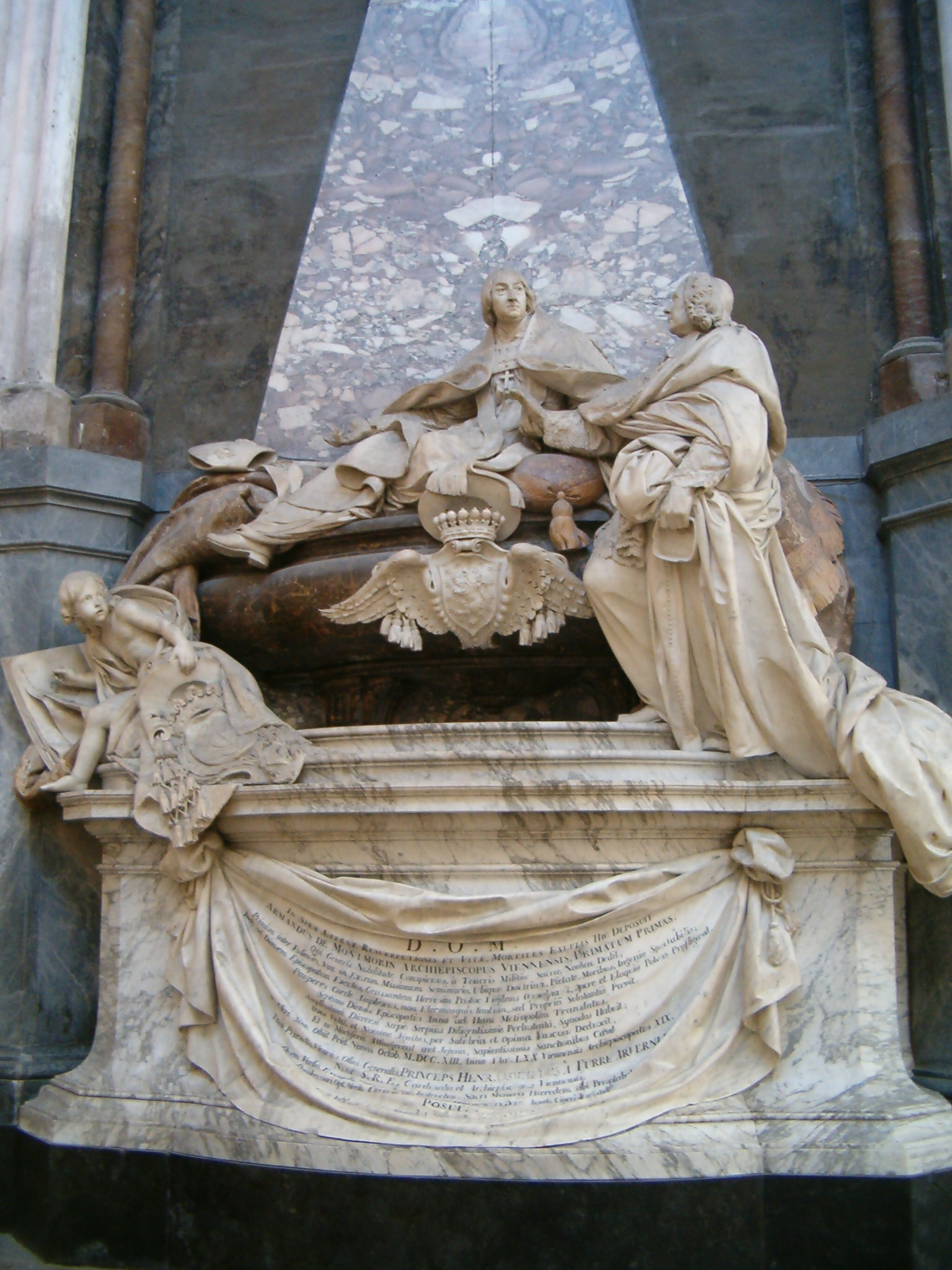
Mausoleo en la catedral de San Mauricio de Vienne (1740-1747).
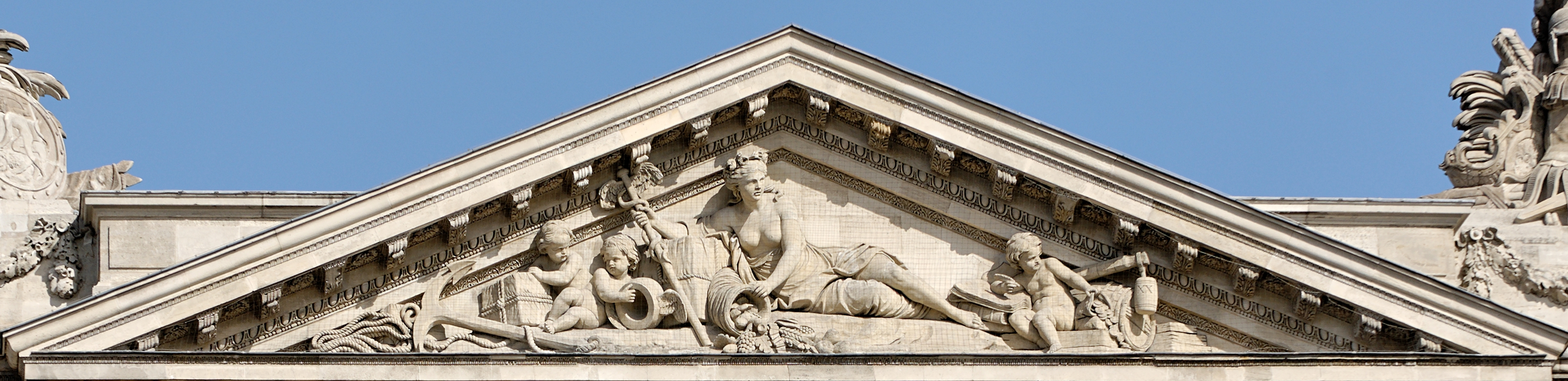
La Magnificencia, frontón en el Hotel de la Marina, Plaza de la Concordia de París (obra conjunta con Guillaume Coustou).
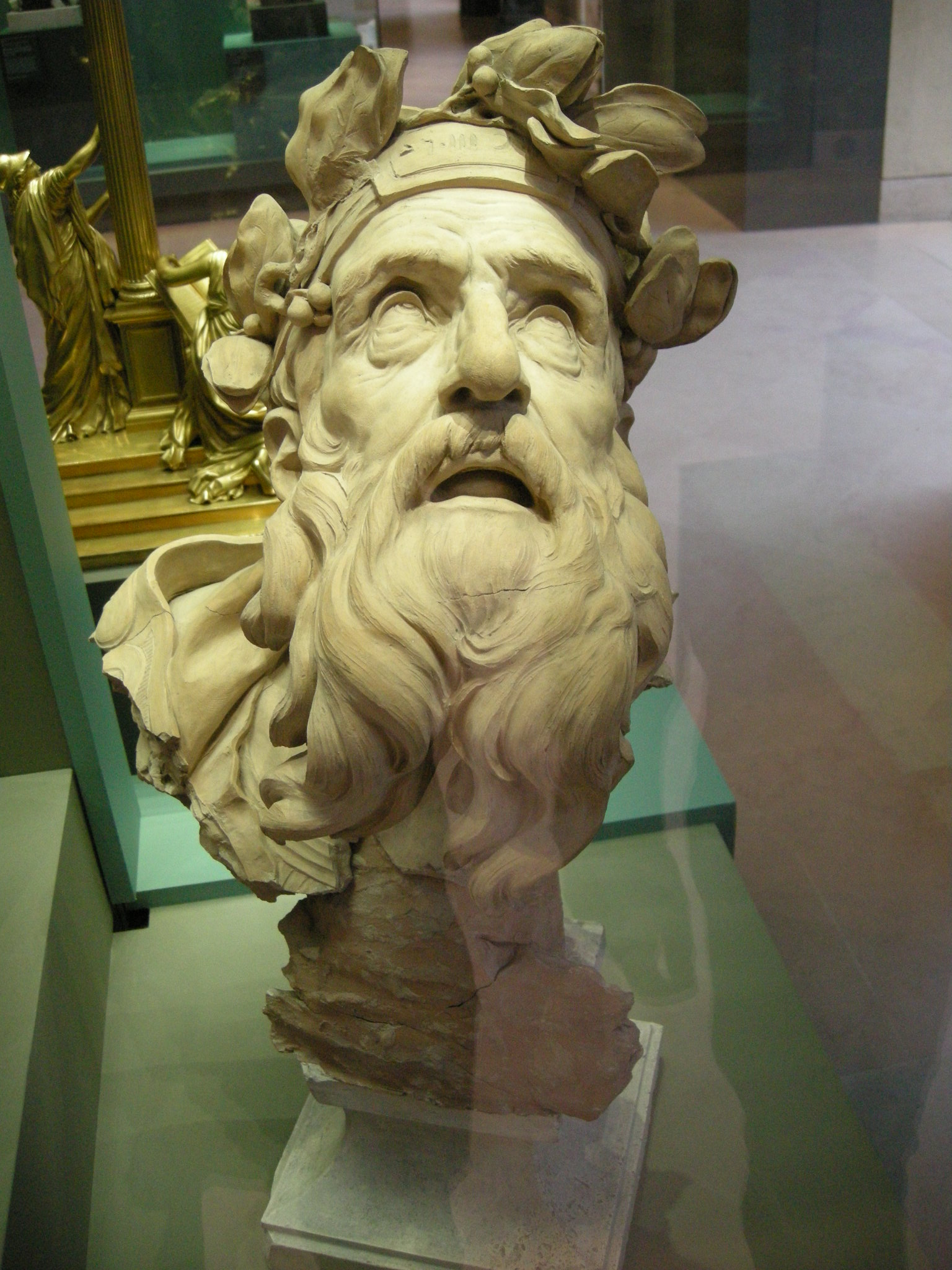
Retrato de Crises, museo del Louvre.
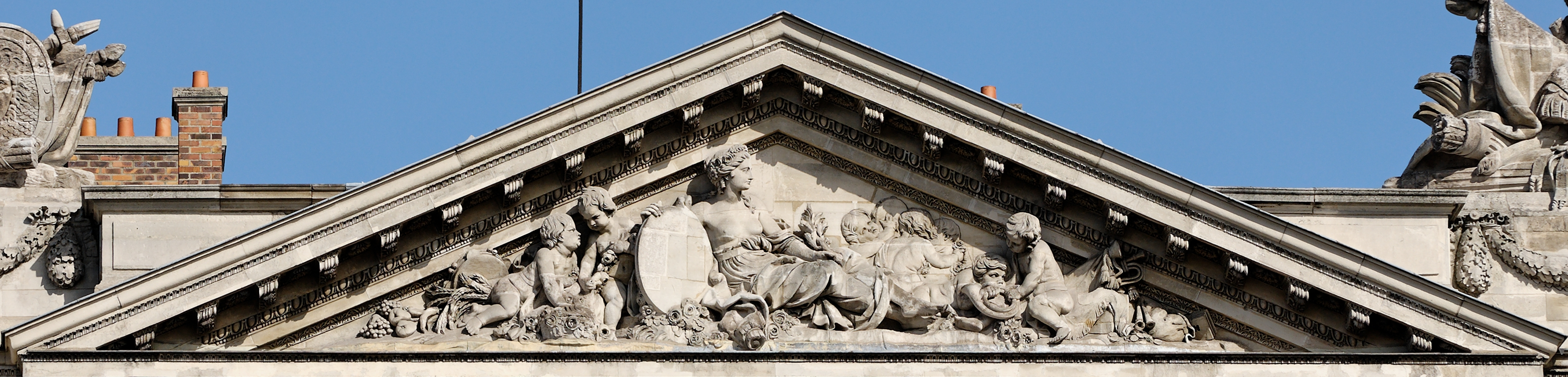
La Felicidad Pública, frontón en el Hotel de la Marina (obra con Guillaume Coustou).

Monumento a Jean-Baptiste Languet de Gergy en San Sulpicio de París
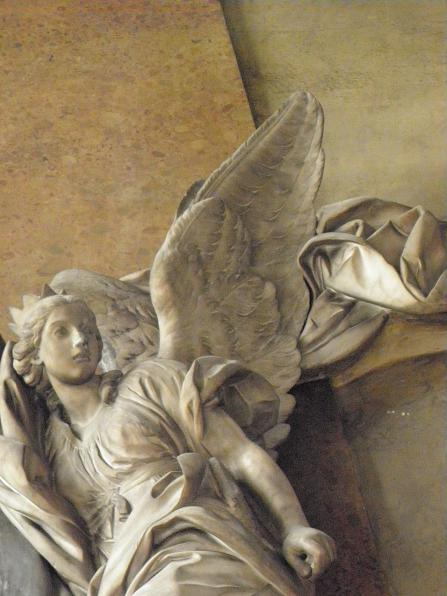
La inmortalidad
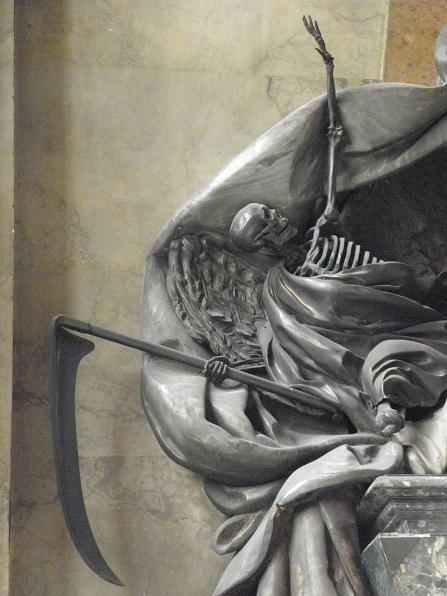
La muerte
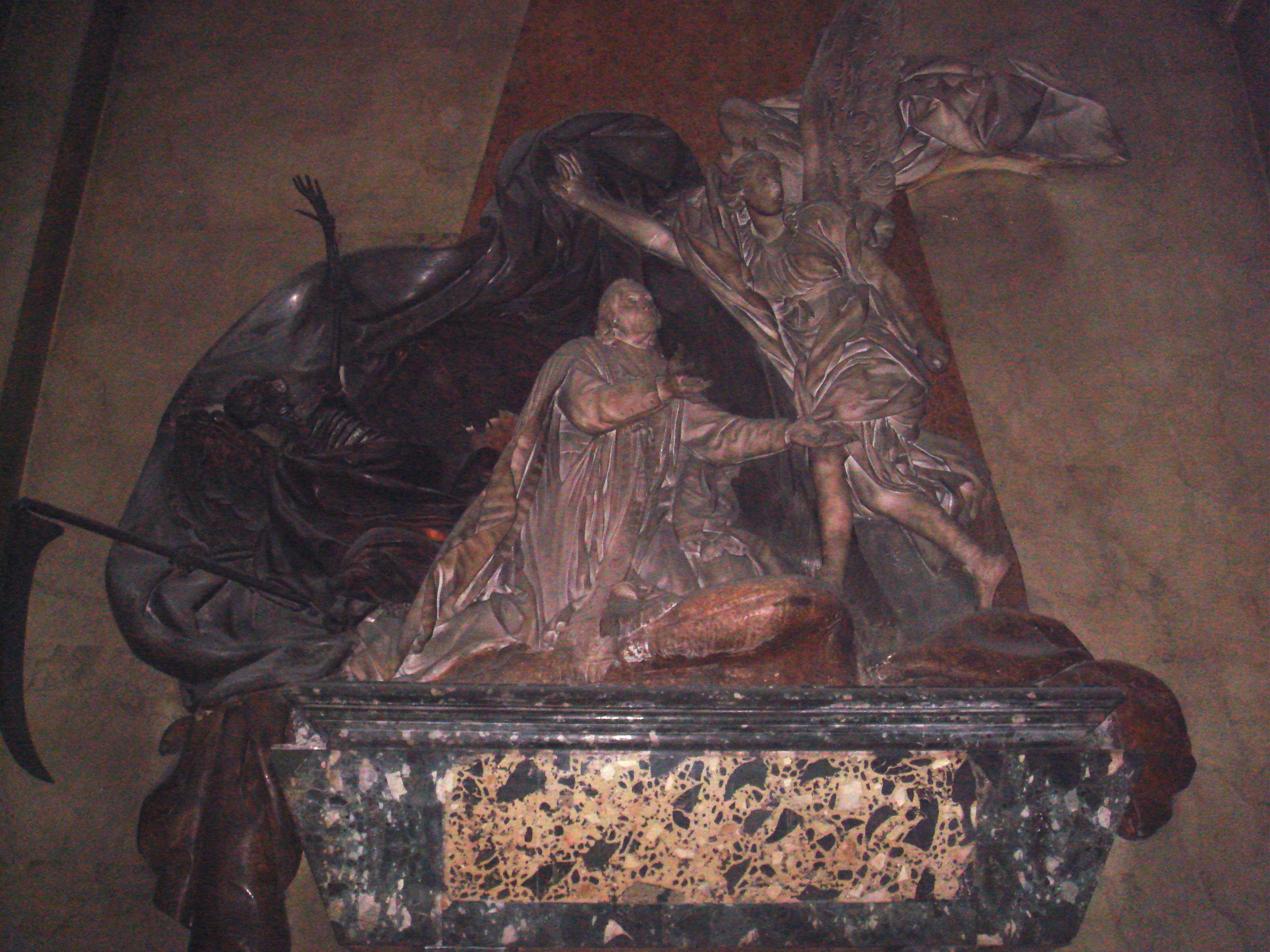
Vista general del monumento.
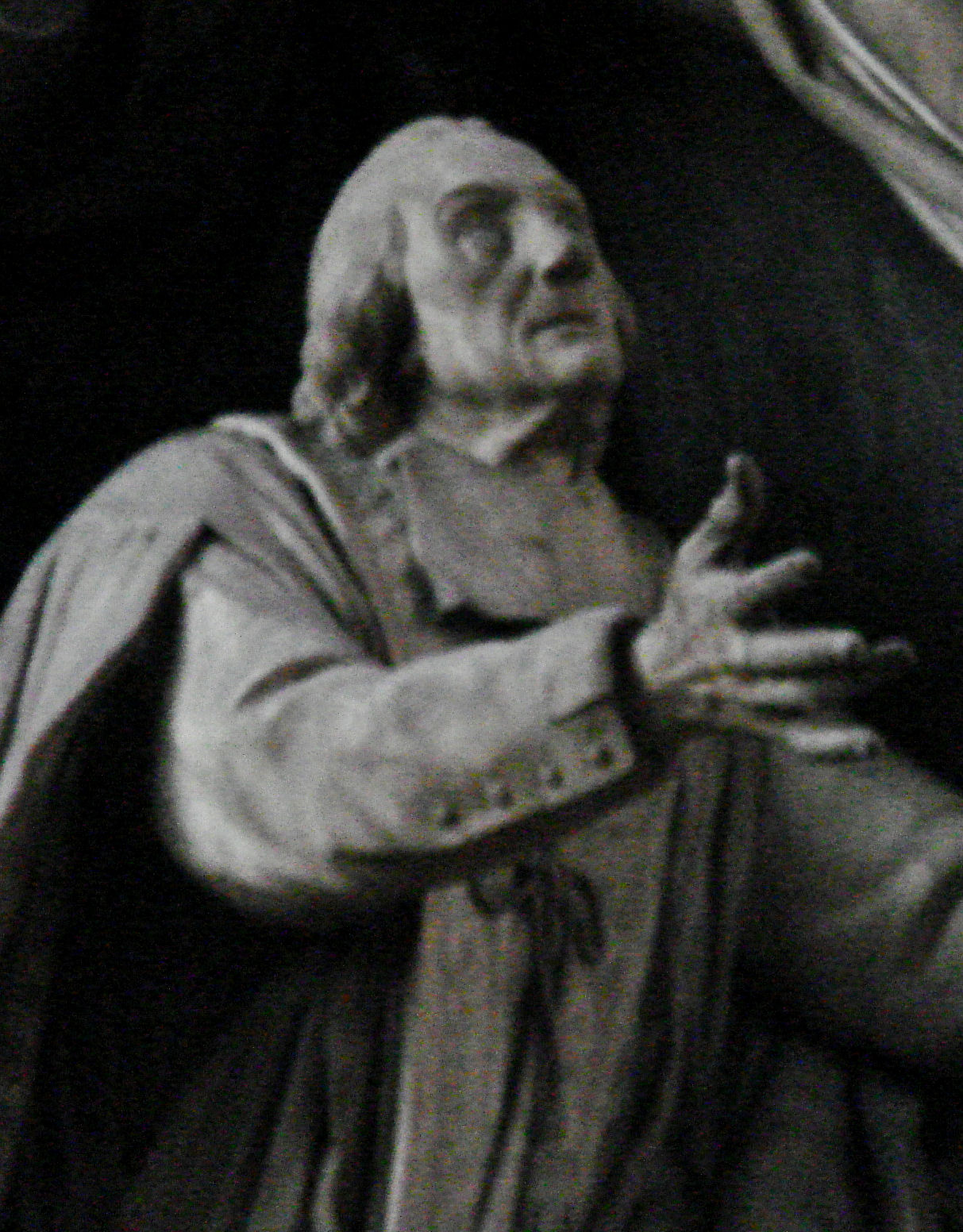
Jean-Baptiste Languet de Gergy

## Dibujos
El Museo del Louvre y el Museo de las Bellas Artes de Rennes conservan una importante colección de dibujos de Michel-Ange Slodtz
Algunos ejemplos de dibujos en el departamento de artes gráficas del Louvre:  , 
Entre los dibujos del Louvre se conserva un retrato del pintor 	Pierre Charles Trémolières